# Nonparahalosydna pleiolepis
Nonparahalosydna pleiolepis är en ringmaskart som först beskrevs av Marenzeller 1879.  Nonparahalosydna pleiolepis ingår i släktet Nonparahalosydna och familjen Polynoidae. Inga underarter finns listade i Catalogue of Life.